# Tirón de fuerza
El tirón de fuerza (llamado en inglés powerclean es un ejercicio con pesas usado para mejorar el rendimiento en el movimiento de dos tiempos de halterofilia.
El movimiento es similar al de dos tiempos, solo que el recorrido solo llega hasta los hombros, no se levanta el peso sobre la cabeza. En el entrenamiento se suelen hacer de 8 a una repetición del ejercicio.